# Athena Promachos

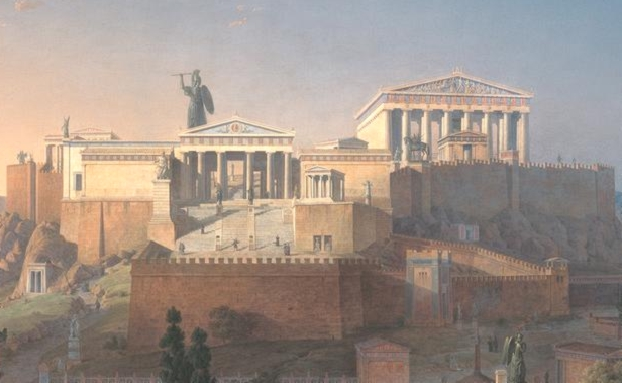
Idealisierte Ansicht der Athener Akropolis und der Athena Promachos, von Leo von Klenze 1846 gemalt. Der Maler stellte sich die Athena Promachos als große Statue mit erhobenem Speer in der rechten Hand vor.

Das Standbild der Athena Promachos, der „in vorderster Linie Kämpfenden“, war eine kolossale Bronzestatue aus der Hand des Bildhauers Phidias. Sie stand zwischen dem Eingang zur Athener Akropolis, den Propyläen, und dem Erechtheion und somit links des Prozessionswegs zum Parthenon. Athena war die Schutzgöttin Athens, mehrere ihrer Standbilder befanden sich auf der Akropolis, unter anderem zwei weitere Werke des Phidias: die Athena Parthenos im Parthenon und die Athena Lemnia. Der Name Athena Promachos ist zum ersten Mal im 4. Jahrhundert n. Chr. belegt. Noch Pausanias nannte sie schlicht die große Athena aus Bronze auf der Akropolis.

## Entstehung und Aussehen
Die Athena Promachos ist eines der frühesten überlieferten Werke des Phidias und wurde vor wahrscheinlich 450 v. Chr. aufgestellt, finanziert aus der Beute von der Schlacht bei Marathon, möglicherweise aber auch aus der Beute der Schlacht am Eurymedon 469 v. Chr. Hierfür sprechen Abrechnungsurkunden für eine monumentale Bronzestatue, die einen Zeitraum von neun Jahren abdecken und aufgrund epigraphischer Merkmale in die Zeit vor 450 v. Chr. datiert werden können. Teile der marmornen und 5,50 × 5,60 Meter großen Statuenbasis sind erhalten.
Folgt man einer Beschreibung byzantinischer Zeit, die sich aller Wahrscheinlichkeit nach auf die Statue bezieht, so war sie etwas über 9 Meter hoch. Die Bronzeplastik zeigte Athena stehend, den Schild gegen ihr Bein gelehnt, einen Speer in der Rechten. Münzbilder der Kaiserzeit, die sicher die Athena Promachos des Phidias wiedergeben, können keinen Eindruck vom Aussehen der Statue vermitteln, lediglich der vorgestreckte rechte Arm ist zu erkennen. Die Statue war so hoch, dass man die Spitze ihres Speers und den Helmbusch von See aus bis zur Höhe von Kap Sounion sehen konnte.
Bei archäologischen Ausgrabungen 1878, 1963/1964 und ab 2001 wurde eine Bronzegusswerkstatt am Südabhang der Akropolis freigelegt, in der den erhaltenen Befunden und Funden zufolge wahrscheinlich die Athena Promachos hergestellt wurde.

## Spätere Geschichte
Über neun Jahrhunderte stand die Athena Promachos auf der Akropolis, bis sie 465 n. Chr. nach Konstantinopel geschafft wurde. Im Jahr 1203 wurde das Bildnis von aufgebrachten Christen zerstört, da man glaubte, es würde die belagernden Kreuzfahrer anlocken. Unter den verschiedenen römischen Kopien, die mit der Statue in Verbindung gebracht werden, gelten die Athena Elgin im Metropolitan Museum of Art und der Torso der Athena Medici aus dem Louvre, mit seinen verschiedenen Repliken, als getreueste Überlieferungen.